# La Tinaja (östra Xilitla kommun)
La Tinaja är en ort i Mexiko.   Den ligger i kommunen Xilitla och delstaten San Luis Potosí, i den centrala delen av landet, 220 km norr om huvudstaden Mexico City. La Tinaja ligger 535 meter över havet och antalet invånare är 368.
Terrängen runt La Tinaja är huvudsakligen kuperad, men västerut är den bergig. Runt La Tinaja är det ganska tätbefolkat, med 90 invånare per kvadratkilometer. Närmaste större samhälle är Villa Terrazas, 9,6 km nordost om La Tinaja. I omgivningarna runt La Tinaja växer i huvudsak städsegrön lövskog.